# إدريس قيقة
إدريس قيقة (بالفرنسية: Driss Guiga)‏ ولد في 21 أكتوبر 1924 في تستور في تونس، هو سياسي تونسي، شغل منصب عدة وزارات في عهد الرئيس الحبيب بورقيبة.

## السيرة الذاتية
شغل ادرس مدير إدارة الأمن الوطني 30/10/1961

### التقاعد والحياة الخاصة
يقيم إدريس قيقة في مدينة الحمامات الساحلية. لديه ابن هو قيس قيقة وهو رجل أعمال.